# Soberanía digital europea
La soberanía digital europea es la soberanía, autonomía e independencia en el territorio europeo sobre los activos digitales, incluidos los datos, el software, el hardware y la infraestructura de telecomunicación y almacenamiento. Es, por tanto, la capacidad de las instituciones y países europeos de garantizar su seguridad e independencia económica y política en consonancia con sus intereses y valores democráticos.
La soberanía digital europea implica una compleja interacción de las instituciones de la Unión Europea, Comisión Europea, Parlamento Europeo y la eurozona, los gobiernos de los distintos países europeos pertenecientes o no a la Unión Europea o la eurozona, sus ciudadanos y empresas con el objetivo de lograr la soberanía en las tecnologías digitales para garantizar la seguridad y defensa nacional estratégica y también garantizar la autonomía del poder legislativo y los derechos de los ciudadanos. La soberanía digital abarca cuestiones como la privacidad digital, la seguridad informática, la seguridad tecnológica, la accesibilidad y la regulación de los mercados y servicios digitales, todo ello para mantener la independencia, el control democrático y la responsabilidad sobre los recursos y servicios digitales.
Europa tiene un alto grado de dependencia económica, digital y militar de multinacionales tanto de Estados Unidos -de los gigantes tecnológicos, entre otras-, como de China (BAT: Baidu, Alibaba, Tencent), Japón, Taiwán y Corea del Sur. Para conseguir la soberanía Europa debe ofrecer alternativas a todos los productos digitales.

## Objetivos para conseguir la soberanía digital
En octubre de 2020, la Comisión Europea estableció una brújula digital con cuatro grandes ejes que deben reducir la dependencia digital y aumentar significativamente la soberanía digital:
1. - Capacitación digital ciudadana y profesional
2. - Creación de infraestructuras digitales seguras, eficaces y sostenibles
3. - Transformación digital de empresas: computación en nube, macrodatos e inteligencia artificial
4. - Digitalización de los servicios públicos

En 2015 fue anunciado el Mercado Único Digital. El informe Draghi de 2024 incidía en temas similares y fue un revulsivo pero sin grandes efectos. El proyecto EuroStack, creado por una conferencia multipartidista en el Parlamento Europeo, celebrada en septiembre de 2024 pretende conseguir la independencia digital europea. En marzo de 2025 más de 90 empresas europeas enviaron una carta abierta a la Comisión Europea exigiendo «medidas urgentes» para lograr la soberanía digital frente al predominio de Estados Unidos y también China fundamentalmente. También el Banco Central Europeo (BCE) considera necesaria la soberanía digital y en concreto la emisión del Euro digital así como sistemas de pago, de pago instantáneo europeos

## Legislación sobre soberanía digital europea
Se han aprobado y modificado diferentes reglamentos (leyes) europeos para promover la soberanía digital:
- 2016 - Reglamento General de Protección de Datos.
- 2022 - Reglamento (UE) de Gobernanza de Datos (RGDP) Reglamento Datos 2022/868[10]
- 2022 - Reglamento (UE) de Servicios Digitales (DSA). Reglamento Servicios Digitales 2022/2065
- 2022 - Reglamento (UE) sobre Mercados disputables y equitativos (DMA). Reglamento de Mercados Digitales
- 2023 - Reglamento (UE) de Chips. Reglamento Seminconductores 2023/1781
- 2024 - Reglamento (UE) de inteligencia artificial. Reglamento (UE) 2024/1689 IA.
- 2024 - Reglamento (UE) sobre infraestructuras de redes de ultracapacidad. Reglamento Gigabit 2024/1309

## Alternativas tecnológicas digitales europeas
Entre las empresas tecnologías europeas que destacan están las alemanas SAP SE y Nextcloud, las francesas Dassault Systèmes y OVHCloud, la holandesa ASML (Adanced Semiconductor Materials Lithography) y la suiza Proton, entre otras
Las alternativas digitales europeas digitales actuales son múltiples. Entre los alternativas más populares están los Servicios europeos de análisis web (30), Plataformas europeas de computación en la nube (12), Servicios europeos de redes de distribución de contenidos (6), Proveedores europeos de correo electrónico (21), Alojadores europeos de servidores privados virtuales (23), Motores de búsqueda europeos -buscadores- (6) y Aplicaciones europeas de navegación -mapas- (8), entre muchas otras. Para el austriaco Max Schrems, quien denunció el abuso fraudulento de datos por Facebook y promotor del RGPD, Europa debe lograr una auténtica autonomía digital. La organización NOYB, donde Max Schrems es presidente de honor, defiende y denuncia las infracciones sobre privacidad, uso fraudulento de datos y otras infracciones relacionadas con los grandes monopolios digitales.
Los sistemas y aplicaciones de código abierto, con origen en países no europeos pero desarrollados a nivel mundial también son una alternativa a los sistemas y aplicaciones de software propietario.

### Sistemas de pago inmediato o instantáneo
Los sistemas de pago instantáneo o inmediato europeos son los siguientes:
- TARGET2, sistema de transferencia urgente o Liquidación bruta en tiempo real.
- Wero, en Alemania, Bégica y Francia,
- Bizum - Bancomat y SIBS son interoperables desde 2023.[19]
  - Bizum, en España.
  - Bancomat en Italia.
  - MBway-SIBS, en Portugal, opera en Polonia, Rumanía, Malta y opera en algunos países africanos.
- Giropay, en Alemania,
- Swish, en Suecia,
- Twint, en Suiza.

### Alternativas a mensajerías
Las alternativas europeas a las aplicaciones de mensajería (Signal, Whatsapp, Telegram, Wechat) son:
- Olvid, aplicación gratuita de código abierto francesa.
- Threema, suiza.
- Skred, francesa.
- TeleGuard, suiza.
- ginlo Private, alemana.

### Alternativas a los sistemas operativos
Las propuestas alternativas a los sistemas operativos de China (OpenHarmony, Harmony), EE. UU. (Windows, macOS-iOS), Linux (Deepin, Ubuntu, Debian):
- 'EU OS', sistema operativo para pc. Es una propuesta colaborativa dirigida a administraciones públicas, empresas, colegios y particulares basado en Fedora Linux, con una interfaz basada en KDE Plasma.
- '/e/' es un sistema operativo para móviles basado en Android, libre de Google, con sus propios servicios web, creado por el desarrollador de software francés y fundador de la distribución de Linux Mandrake, Gaël Duval.
- 'Sailfish OS', sistema operativo de la empresa finlandesa Jolla.

### Alternativas europeas a los motores de búsqueda
Las alternativas europeas a los buscadores Google y Bing, Duck duck go (EE. UU.), Yandex (Rusia), Baidu (China), :
- Ecosia, con sede en Berlín, Alemania. con Chat de inteligencia artificial AI Chat.
- Qwant, con sede en París y Niza, Francia.
- Startpage, con sede en Países Bajos.
- GOOD, con sede en Alemania. GOOD
- Swisscows, con sede en Suiza. Swisscows

### Alternativas europeas a navegadores web
Las alternativas europeas a los navegadores web de Estados Unidos (Google chrome, Edge -Microsoft-, Safari -iPhone-, Firefox y Brave) y Chino (Opera):
- Vivaldi (navegador), noruego, creado por el cofundador de Opera, basado en el proyecto abierto Chromium.
- Mullvad Browser, sueco, es un fork de Firefox, en colaboración con proyecto TOR. Mullvad browser.[22]

### Alternativas europeas a las redes sociales
Las alternativas europeas a redes sociales como X, Bluesky, Reddit, Threads (EE. UU.) son: 
- Mastodon (red social), red social creada en Alemania, descentralizada, de software libre y de código abierto.
- Pleroma (red social), red social creada en Alemania, descentralizada.

### Alternativas en correos eléctronicos
Las alternativas europeos a correos eléctronicos (Gmail, Outlook, Mozilla Thunderbird, Zoho, etc.) son las siguientes:
- Proton Mail, de la empresa Proton AG, en Suiza.
- Tuta, con sede en Alemania, de la empresa Tutanota GmbH.
- Mailbox, con sede en Alemania - Mailbox -.[23]
- Posteo, con sede en Alemania - Posteo -.[24]
- Eclipso, con sede en Alemania - Eclipso-.[25]
- Runbox, con sede en Noruega - Runbox-.[26]

### Alternativas en teléfonos móviles
- Murena, empresa francesa.[27]
- Fairphone, empresa holandesa ubicada en Ámsterdam, dedicada a los móviles éticos y la nube.[28]
- Jolla, empresa finlandesa.

### Alternativas al internet orbital
El internat orbital está dominado por Starlink (empresa de Elon Musk) con más de 7000 minisatélites en órbita baja y múltiples estaciones en Europa que cumplen una función de redundancia ante problemas locales. Sistemas Kuiper de Jeff Bezos ya está en funcionamiento. Starlink y Kuiper dan servicio a gobiernos, empresas y particulares, Eutelsalt Oneweb e IRIS² solamente a gobiernos y empresas.
- IRIS², proyecto de constelación de Internet por satélite multiórbita e3 la Unión Europea para 2027. Lo componen Eutelsat, Hispasat y SES.[30][29]
- Eutelsat OneWeb, fusión de las empresas Eutelsat (francesa) y OneWeb (británica).

### Alternativas a Google maps y Petal maps - mapas y rutas
Las alternativas europeas son:
- HERE WeGo, servicio holandés con un plan gratuito. wego.here.com.
- Organic Maps,
- Sygic GPS Navigation, servicio eslovaco para móviles sygic.com/gps-navigation.
- Magic Earth, servicio holandés para móviles, extrae datos de OpenStreetMaps. magicearth.com.
- TomTom GO Navigation, de la empresa holandesa TomTom, con suscripción de 4 euros al mes. tomtom.com.
- komoot, servicio alemán centrado en los deportes y rutas al aire libre - senderismo y ciclismo- se paga por mapas. komoot.com.
- OpenStreetMaps

### Alternativas europeas a la inteligencia artificial (IA-AI)
Las alternativas europea en 2025 a los modelos de inteligencia artificial como DeepSeek (China), Copilot-Microsoft, ChatGPT-OpenAI, DeepMind-Google, Grok-Musk, LlaMa-Meta (Estados Unidos) son:
- Magistral AI o Mistral AI, de la empresa francesa Mistral, de código propietario, con el asistente Le Chat. Está asociada con Microsoft desde 2024.[31]
- Luminous, desarrollado por la empresa alemana Aleph Alpha, modelo de lenguaje grande (LLM) diseñado para aplicaciones empresariales y de investigación.
- Transformers-Hugging Face, con sede en Francia, conocida por su biblioteca de modelos de transformadores y su plataforma de modelos de lenguaje. Hugging Face ha desarrollado y alojado una gran cantidad de modelos de IA de código abierto que son ampliamente utilizados en la comunidad de investigación y desarrollo de IA.
- Siemens Industrial AI, de la empresa Siemens, con sede en Alemania, ha estado desarrollando soluciones de IA para aplicaciones industriales, incluyendo la automatización y el análisis de datos en entornos de fabricación.
- 'DeepMind, con sede en Londres, desarrolla sistemas de aprendizaje profundo.
- SAP Leonardo, Plataforma de SAP, Alemania, integra tecnologías de IA en soluciones empresariales.
- Ada Health, Berlín, especializada en reconocimiento de idiomas y salud.
- Hugging Face, Francia-Estados Unidos, procesamiento del lenguaje natural y modelos para desarrolladores.
- Cortical.io, Austria, procesamiento del lenguaje natural y soluciones para análisis de texto.

## Soberanía digital y conflictos con las multinacionales
En 2025 la Unión Europea ni los países europeos tienen soberanía digital que les garantice su soberanía e independencia tecnológica. No existe una soberanía real de una región o país si es dependiente de empresas multinacionales extranjeras o no puede hacer cumplir las leyes nacionales ni los derechos constitucionales de sus ciudadanos. La importancia de las grandes empresas en el mundo digital hace dependientes a la mayoría de países de sus tecnologías, al darse una peligrosa concentración del mercado que ha llevado a investigaciones antimonopolio del Departamento de Justicia y la Comisión Federal de Comercio en los Estados Unidos, y en la Comisión Europea.
Las grandes empresas multinacionales con normativas propias de carácter supranacional, en muchos casos opuestas a la legislación interna de los países, ponen en riesgo la privacidad, la libertad de expresión, la seguridad nacional y la aplicación de la ley en cuestiones no solo de derechos humanos sino también económicos, impositivos y penales. Por otro lado, al proporcionar aparentes servicios gratuitos a los consumidores, siguen siendo muy utilizadas. En particular, Facebook y Google ofrecen casi todos sus servicios de forma gratuita.
Las multinacionales estadounidenses dominan las tecnologías digitales mundiales. Destacan los Gigantes tecnológicos estadounidenses: Alphabet (Google, Chrome, Chrome OS, Gmail, Google Drive, etc.), Amazon (Prime Video, AWS), Meta (Facebook, Whatsapp, Instagram, etc.), Apple (Apple IOS, iMac, iPad, iPhone, apple TV, etc.),  y Microsoft (Windows, Office, Bing, One Drive que tienen una fuerte implantación en todos los ámbitos de la digitalización: Sistemas operativos, almacenamiento en la nube, software, correos electrónicos, mensajerías, navegadores y otros muchos servicios y aplicaciones.
- Escándalo de datos de Facebook-Cambridge Analytica. Con la consiguiente desaparecición de la empresa Cambridge Analytica, que utilizó datos de millones de usuarios para propaganda política dirigida.[42][43]
- Derecho al olvido frente a Google en Francia. En 2014 se produjo en Francia un caso relacionado con el derecho al olvido . La "Commission nationale de l'informatique et des libertés" (CNIL) ordenó a Google desindexar los resultados de búsqueda asociados a los nombres de los usuarios franceses que solicitaran la eliminación de su información digital. La decisión tendría un impacto global, ya que obligaba a Google a aplicar esta desindexación en todas sus plataformas. La empresa argumentó que tal acción sería extraterritorial y violaría el derecho internacional de otros estados. Finalmente, Google acató la decisión de la CNIL, aplicando la desindexación únicamente a los usuarios con nacionalidad francesa. Este caso ilustra los retos que plantea el establecimiento de fronteras virtuales para la jurisdicción de un país en el mundo digitalizado.[44]

## Jurisdicción nacional, internacional y extraterritorial sobre Internet
Una de las principales formas en que un país ejerce su soberanía es a través del cumplimiento de su legislación. En otras palabras, la eficacia con la que un país es capaz de aplicar sus leyes. Durante mucho tiempo esta cuestión se redujo al ámbito territorial, sin embargo, con la llegada de las redes informáticas, surgió un debate muy difícil para llegar a un consenso sobre cómo un país puede aplicar una ley en un entorno virtual transterritorial sin perjudicar la soberanía de otros países.
Numerosos países se han cuestionado los riesgos asociados a la dependencia exterior de software y hardware de empresas multinacionales extranjeras, ya que en caso de conflicto, discrepancias políticas o económicas, suponen una pérdida real de soberanía para el pleno ejercicio de las libertades y derechos políticos, civiles y económicos, el funcionamiento de la comunicación interior y exterior, el almacenamiento digital de datos, el alojamiento de sitios web, el normal funcionamiento de la economía, la política y otros sectores considerados esenciales.

### Legislación sobre soberanía digital en la Unión Europea
En la Unión Europea el "Reglamento General de Protección de Datos" (RGPD), o Reglamento (UE) 2016/679, es una ley comunitaria relativa a la protección de las personas físicas (independientemente de si son ciudadanos de la Unión) en lo que respecta al tratamiento de sus datos personales y a la libre circulación de estos datos en la Unión Europea y el Espacio Económico Europeo (EEE). El RGPD es un componente importante de la legislación europea sobre privacidad y de la legislación sobre derechos civiles, en particular el artículo 8, apartado 1, de la Carta de los Derechos Fundamentales de la Unión Europea. También delimita la transferencia de datos personales fuera de la UE. Para alcanzar la soberanía europea se debe contar con alternativas públicas o privadas a los servicios que ofrecen las multinacionales: correo electrónicos, mensajería, navegadores, sistemas operativos, sistemas de pagos, almacenamientos en la nube, etcétera.
La adopción masiva de estas nuevas normas de privacidad por parte de empresas multinacionales se ha citado como ejemplo del "efecto Bruselas", un fenómeno en el que las leyes y normativas europeas se utilizan como referencia debido a su gravedad. Ha tenido influencia en algunos estados estadounidenses así como en la República de Turquía, República Popular China y Suiza.